# Trichogramma bournieri
Trichogramma bournieri är en stekelart som beskrevs av Pintureau och Babault 1988. Trichogramma bournieri ingår i släktet Trichogramma och familjen hårstrimsteklar.
Artens utbredningsområde är Kenya. Inga underarter finns listade i Catalogue of Life.